# Фокнер, Джон Паскоу

Джон Паскоу Фокнер (англ. John Pascoe Fawkner; 20 октября 1792 — 4 сентября 1869) — один из основателей, первых поселенцев, бизнесменов и политиков австралийского штата Виктория и его столицы Мельбурна. В 1835 году он профинансировал и возглавил группу свободных переселенцев из колонии Земля Ван-Димена (современная Тасмания), которая прибыла на континентальную часть Австралии на корабле «Энтерпрайз». Поселенцы во главе с Фокнером доплыли до залива Порт-Филлип и, поднявшись вверх по течению реки Ярры, основали на её берегу небольшое поселение, впоследствии ставшее городом Мельбурн.

## Ранние годы
Джон Паскоу Фокнер родился в Крипплгейте, в одном из районов Лондона, в 1792 году. В возрасте 11 лет он, сопровождая своего отца, осуждённого на 14 лет за торговлю краденым, был отправлен на одном из двух кораблей, экипажам которых была поставлена задача основать новую британскую колонию на берегу Бассова пролива. Корабли остановились в районе Салливан-Бей недалеко от места, где в настоящее время располагается пригород Мельбурна Сорренто. Несколько месяцев жители новой колонии вели борьбу за выживание. Постоянная нехватка пресной воды и топлива заставили лейтенант-губернатора Дэвида Коллинза оставить колонию и перевести заключённых в новый город Хобарт, расположенный на Земле Ван-Димена (ныне остров Тасмания).
В Хобарте Фокнер помогал своему отцу, к тому времени помилованному, в организации и управлении его хлебопекарным, лесным и пивоваренным бизнесом, однако вскоре сам был обвинён в целом ряде преступлений, включая ограбление. По словам самого Фокнера, его вина заключалась лишь в том, что он, поддавшись минутной симпатии, помог нескольким заключённым организовать побег.
В декабре 1819 года Фокнер и его будущая жена Элайза Кобб перебрались в город Лонсестон. Они поженились здесь 5 декабря 1822 года после получения разрешения лейтенант-губернатора Джорджа Артура. Фокнер и его жена основали несколько коммерческих предприятий, среди которых были пекарня, лесной бизнес, книжный магазин, газета, фруктовая ферма. Вскоре после получения Элайзой официального освобождения Фокнер получил лицензию на открытие гостиницы.

## Основание Мельбурна
В апреле 1835 года Фокнер купил парусный корабль «Энтерпрайз» специально для того, чтобы попытаться найти подходящее для поселения место на берегах залива Порт-Филлип.
В мае того же года другой житель Земли Ван-Димена, Джон Батмен, на корабле «Ребекка» также отправился искать подходящее место для нового поселения на берегах Порт-Филлипа. Он исследовал большой регион, на котором в настоящее время располагаются северные районы города и нашёл их подходящими для разведения овец. С этими новостями он вернулся в Лонсестон.
Фокнер не смог принять участие в первой экспедиции своего судна, так как был вынужден остаться в Лонсестона для урегулирования своих взаимоотношений с кредиторами. «Энтерпрайз» достиг устья реки Ярра 15 августа 1835 года. Поднявшись вверх по течению, корабль бросил якорь в мест, е где в настоящее время начинается улица Уильям-стрит. 30 августа 1835 года колонисты высадились на берег и приступили к строительству и обработке земли под огороды. Сам Фокнер прибыл в новый посёлок только 16 октября 1835 года во время второго плавания сюда «Энтерпрайза».

## Бизнесмен и политик Мельбурна
Фокнер стал владельцем первой в Мельбурне гостиницы, располагавшейся на углу улиц Уильям-стрит и Флиндерс-лейн. Он издавал первую в городе газету «Melbourne Advertiser». Фокнер покупал участки земли, которые были выставлены на продажу правительством после составления Плана Ходла.
В 1851 году Фокнер был избран в первое Законодательное собрание района Порт-Филлип, а в 1856 году — в первый Парламент вновь образованной независимой колонии Виктория.
Фокнер скончался в Мельбурне 4 сентября 1869 года в возрасте 77 лет. На его похоронах собралось около 15 000 человек. В его честь названы районы Мельбурна Паскоу-Вейл и Фокнер.